# Coupe du Portugal de football 1968-1969
Navigation
1967-1968 1969-1970

La Coupe du Portugal de football 1968-1969 est la 29e édition de la Coupe du Portugal de football, considéré comme le deuxième trophée national le plus important derrière le championnat. 
La finale est jouée le 22 juin 1969, au stade national du Jamor, entre le Benfica Lisbonne et l'Académica de Coimbra. Le Benfica remporte son treizième trophée en battant l'Académica de Coimbra 2 à 1, après prolongation. Le Benfica réussit le doublé coupe-championnat cette saison. Coimbra se qualifie pour la Coupe d'Europe des vainqueurs de coupe de football 1969-1970 en tant que finaliste de la Coupe nationale.

## Finale
| 22 juin 1969 | Benfica Lisbonne | 2 - 1 a. p. | Académica de Coimbra | Stade national du Jamor     |                             |
|              |                  | (0 - 0)     |                      | Arbitrage : Ismael Baltazar | Arbitrage : Ismael Baltazar |
|              | Feuille de match |             |                      | Arbitrage : Ismael Baltazar | Arbitrage : Ismael Baltazar |